# Státní poznávací značky v Lichtenštejnsku

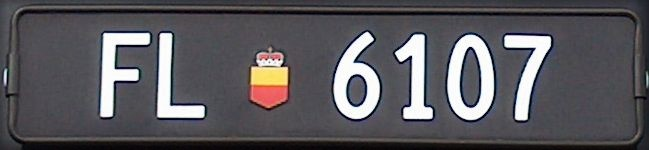
Lichtenštejnská poznávací značka, klasický formát

Státní poznávací značky v Lichtenštejnsku (něm. Kontrollschild im Fürstentum Liechtenstein) jsou vydávány ve tvaru FL-NNNN/N, sestaveného ze šesti (nebo sedmi) alfanumerických znaků. Jedná se o 2 písmena: vždy FL (zkratka názvu země v němčině), 4 číslice. Pro knížecí rodinu, policii a záchranný systém jsou používány speciální poznávací značky. Lichtenštejnsko jako jediný evropský stát vydává standardní registrační značky v černé barvě, místo obvyklé bílé nebo žluté.

## Parametry SPZ
Přední SPZ je 300 mm dlouhá a 80 mm vysoká. Zadní SPZ jsou buď 300 mm dlouhé a 160 mm vysoké, nebo 500 mm dlouhé a 110 mm vysoké. SPZ je vždy přiřazena k majiteli, nikoli k vozidlu.

## Číselný systém
Protože všechny registrační značky vydané v Lichtenštejnsku obsahují písmena FL na začátku, je variabilní pouze čtyřmístná číselná kombinace. Některé kombinace jsou vyhrazeny pro speciální použití, jako třeba pro sanitní vozy či autobusy. Knížecí rodina a některá vozidla policie používají na registrační značce pouze jednu číslici (1, vyhrazená pro knížete, 2-10 pro jeho rodinu). Další vozidla policie a vozidla vlády využívají dvoumístné číselné kombinace (11-20). Pro motocykly jsou vyhrazeny kombinace 21-5500, pro návěsy 300-1999 a 6500-6800. Autobusům, osobním a nákladním automobilům a vozidlům městské policie se přiřazují kombinace 2000-39000. Autobusy MHD mají kombinace 398X.

## Standardní SPZ na vozidlech

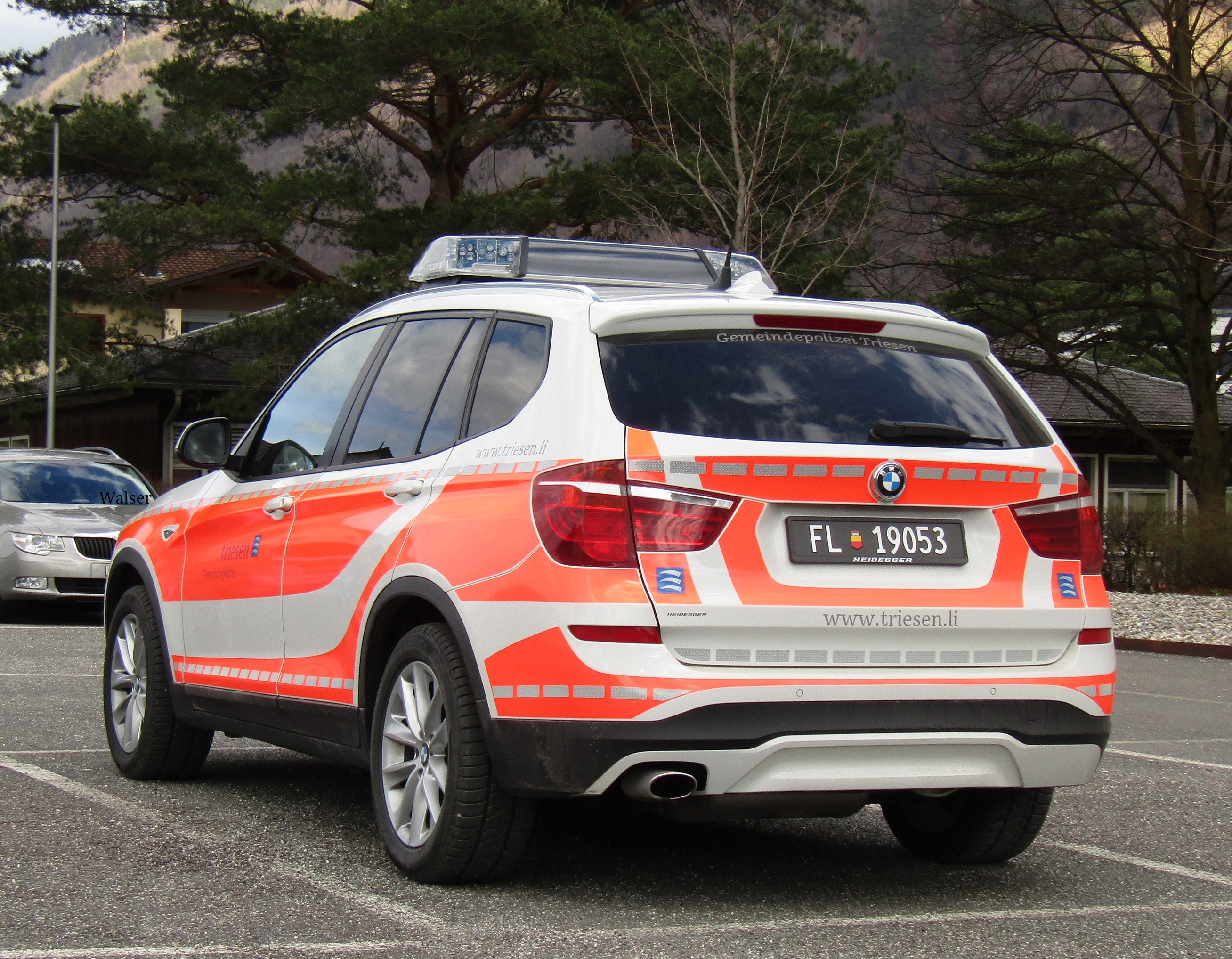
Auto obecní policie v Triesenu, běžná SPZ
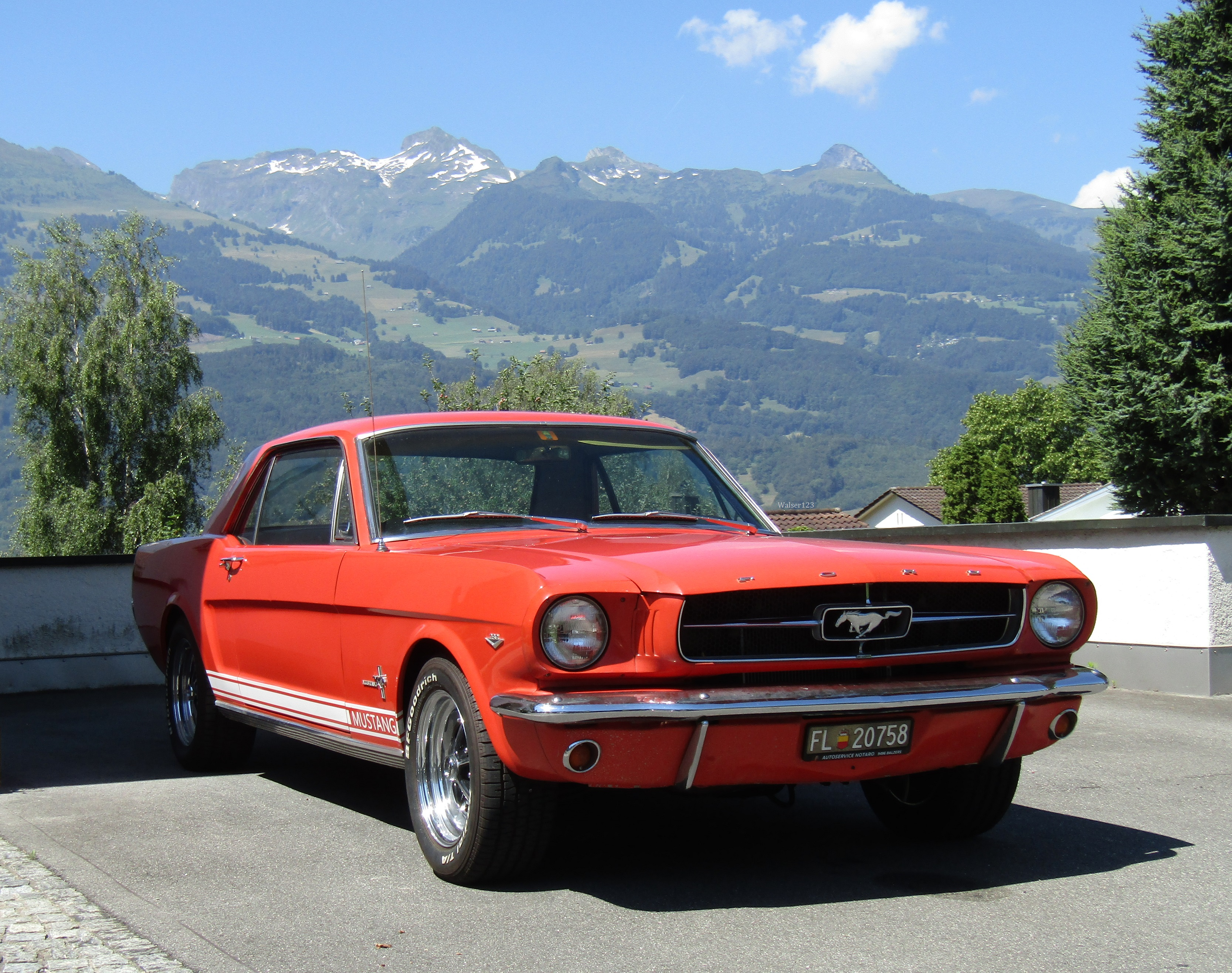
Ford Mustang, běžná SPZ
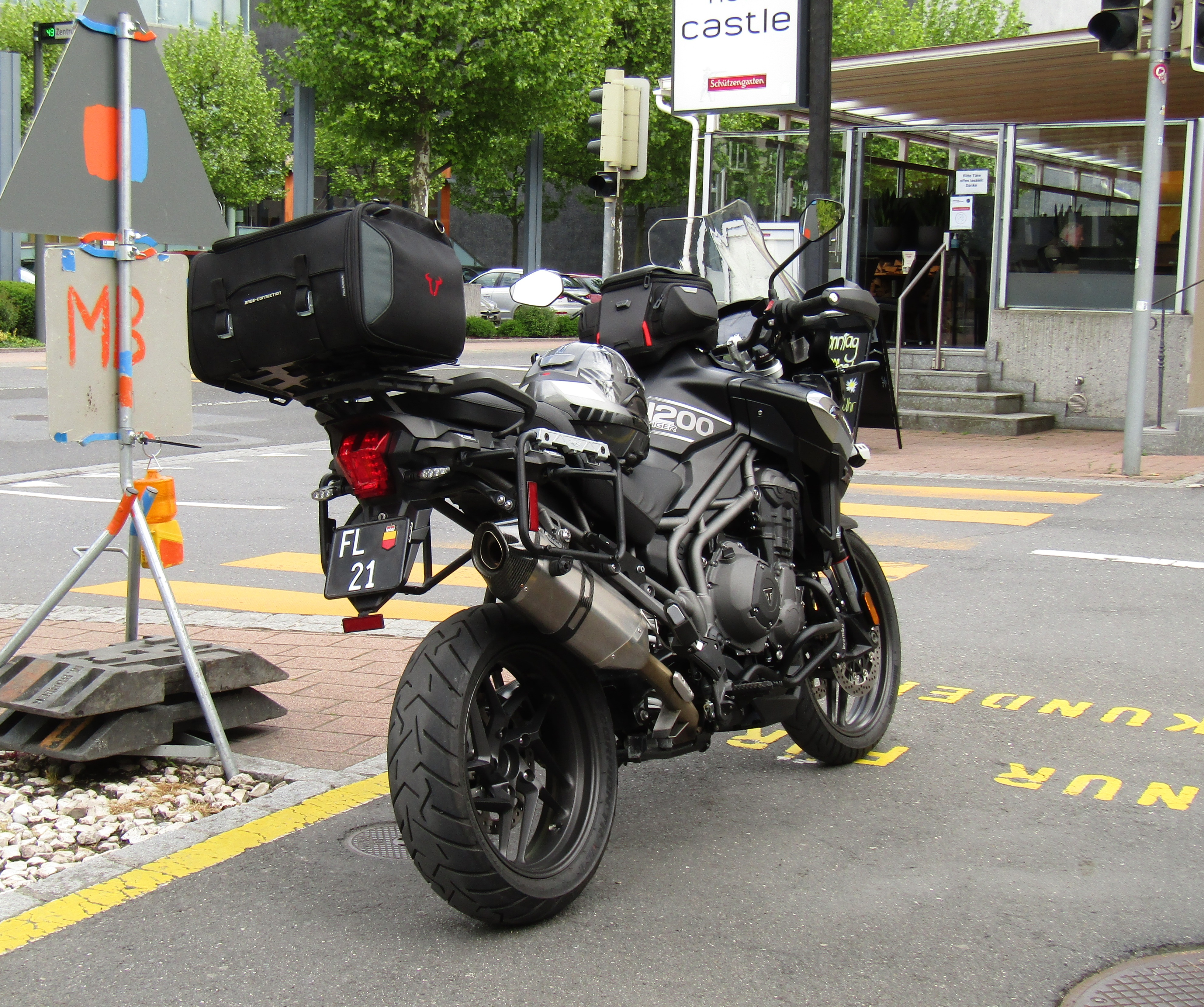
Motorka s SPZ FL21, jedná se o nejnižší možnou kombinaci pro SPZ na motocykl
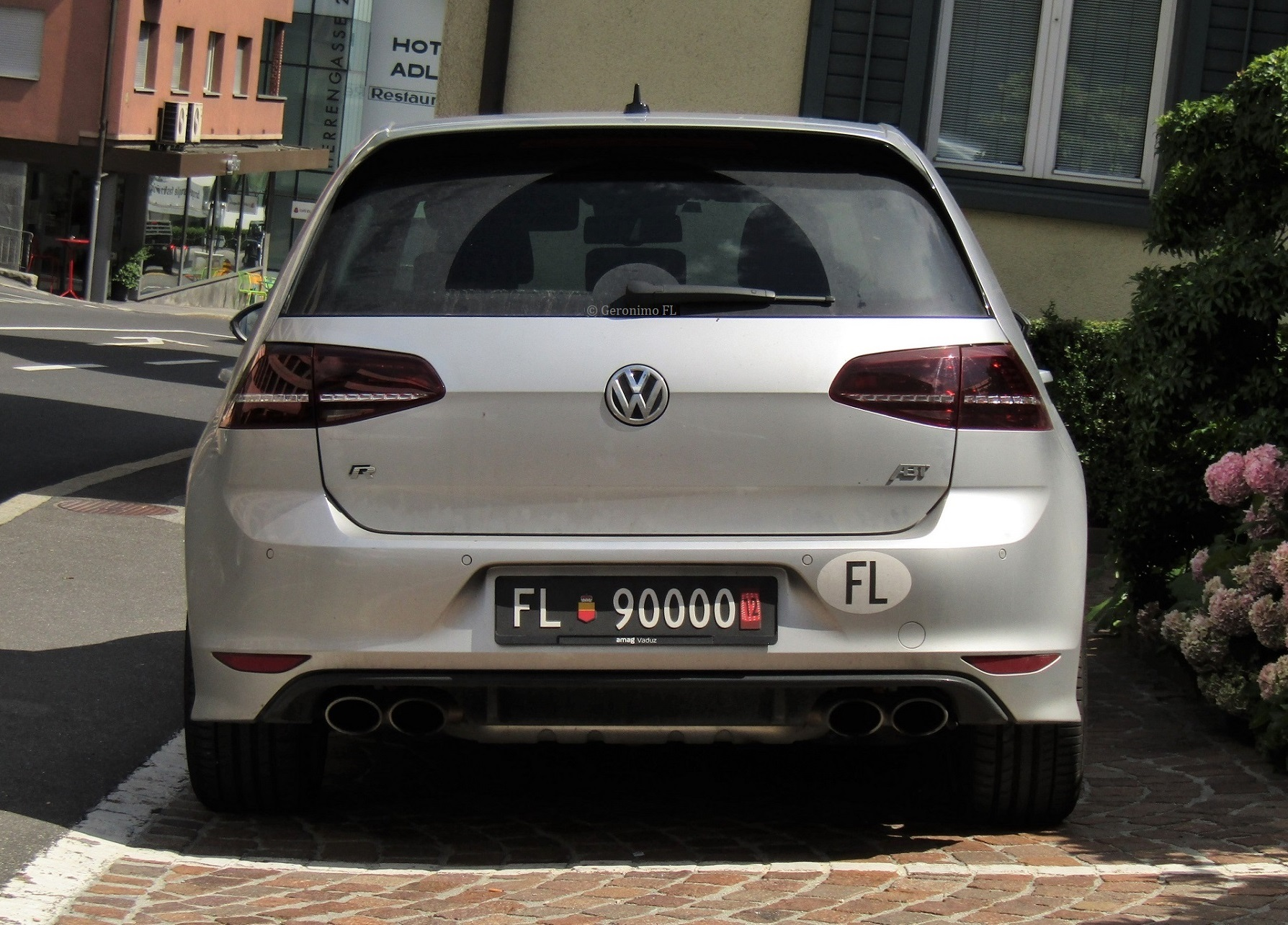
VW Golf, převozní SPZ

## Speciální SPZ na vozidlech

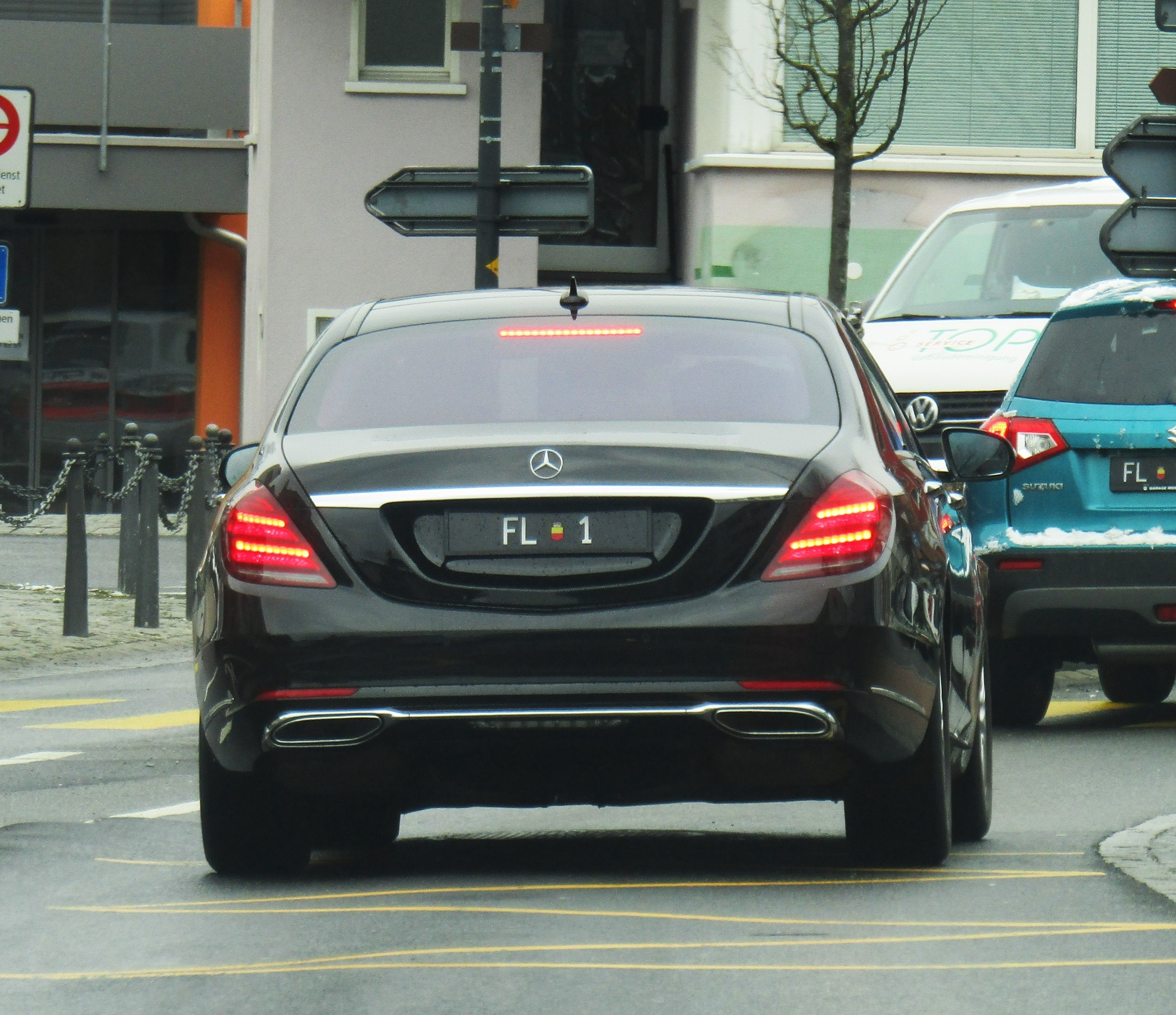
FL 1 - Vozidlo lichtenštejnského knížete
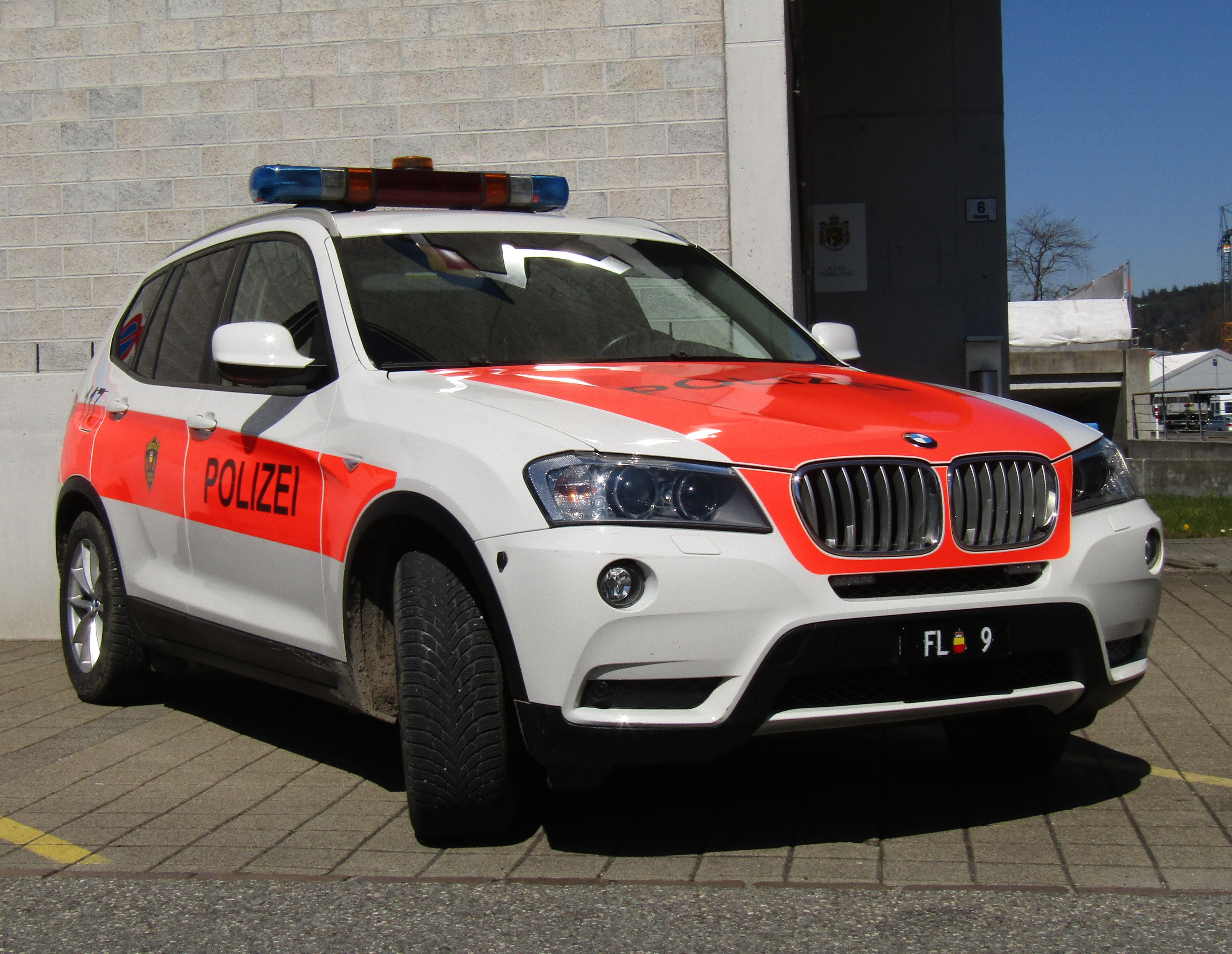
FL 9 - Auto lichtenštejnské státní policie
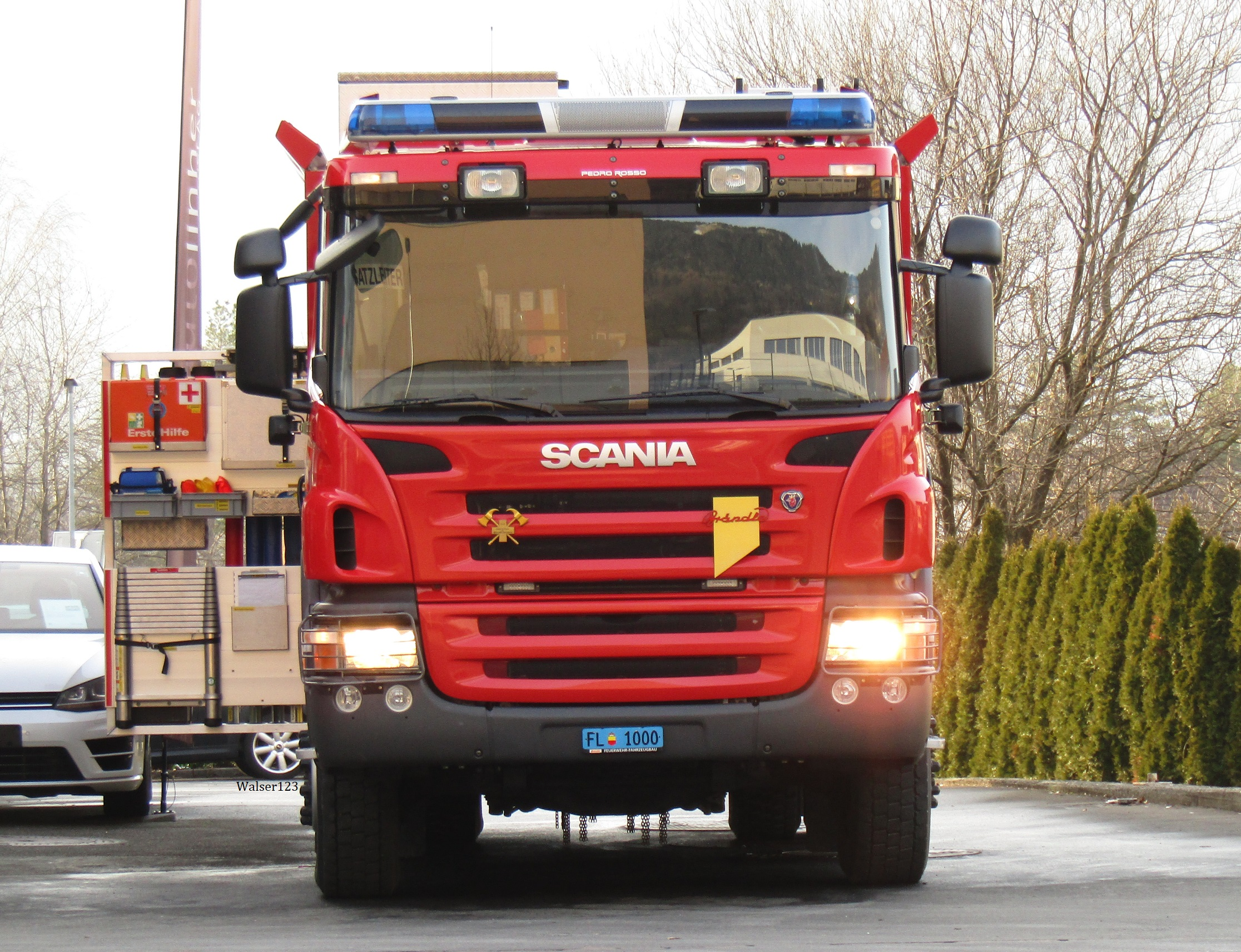
FL 1000 - Hasičské auto
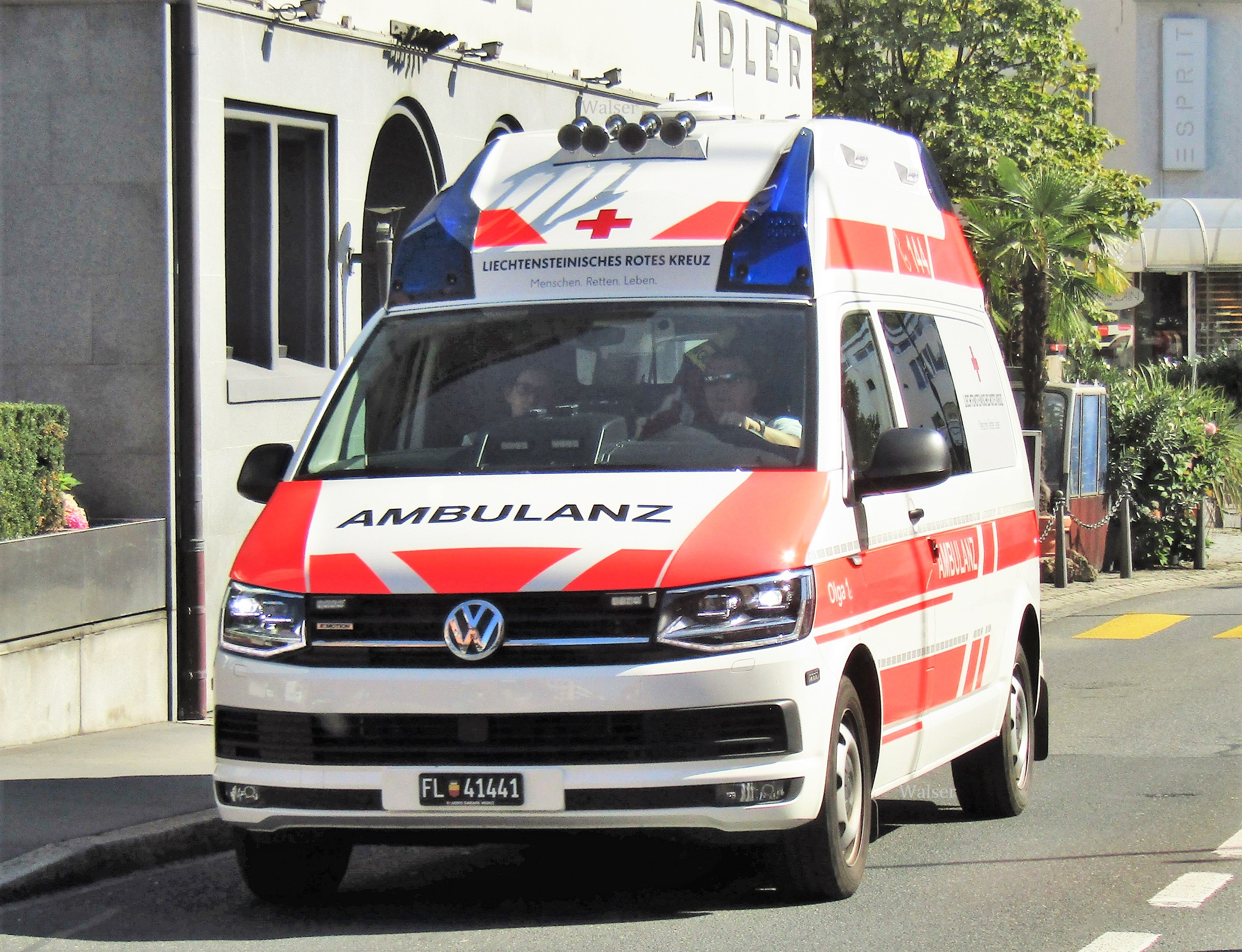
FL 41441 - Ambulance